# 法馬利康新鎮
法馬利康新鎮（葡萄牙語：Vila Nova de Famalicão）是葡萄牙的一座城市。在行政區劃上屬布拉加區。位於葡萄牙北部。管轄有49個堂區。法馬利康新鎮面積201.7平方公里。人口有131,690 人。

## 友好城市
- 法國 日沃尔